# پاراپیپتادنیا ریجیدا
پاراپیپتادنیا ریجیدا (نام علمی: Parapiptadenia rigida) نام یک گونه از سرده اقاقیا است.